# Amphoe Nong Na Kham
Amphoe Nong Na Kham (Thai: อำเภอ หนองนาคำ) ist ein Landkreis (Amphoe – Verwaltungs-Distrikt) in der Provinz Khon Kaen. Die Provinz Khon Kaen liegt in der Nordostregion von Thailand, dem so genannten Isan.

## Geographie
Benachbarte Landkreise (von Norden im Uhrzeigersinn): die Amphoe Si Bun Rueang und Non Sang der Provinz Nong Bua Lamphu sowie die Amphoe Phu Wiang, Wiang Kao und Si Chomphu in der Provinz Khon Kaen.

## Geschichte
Nong Na Kham wurde am 30. April 1994 zunächst als „Zweigkreis“ (King Amphoe) eingerichtet, indem er vom Amphoe Phu Wiang abgetrennt wurde.
Am 15. Mai 2007 hatte die thailändische Regierung beschlossen, alle 81 King Amphoe in den einfachen Amphoe-Status zu erheben, um die Verwaltung zu vereinheitlichen.
Mit der Veröffentlichung in der Royal Gazette „Issue 124 chapter 46“ vom 24. August 2007 trat dieser Beschluss offiziell in Kraft.

## Verwaltungseinheiten

### Provinzverwaltung
Der Landkreis Nong Na Kham ist in drei Tambon („Unterbezirke“ oder „Gemeinden“) eingeteilt, die sich weiter in 35 Muban („Dörfer“) unterteilen.
| Nr. | Name     | Thai   | Muban | Einw.  |
| --- | -------- | ------ | ----- | ------ |
| 1.  | Kut That | กุดธาตุ  | 16    | 11.835 |
| 2.  | Ban Khok | บ้านโคก | 08    | 05.032 |
| 3.  | Khanuan  | ขนวน   | 11    | 06.931 |

### Lokalverwaltung
Es gibt zwei Kommunen mit „Kleinstadt“-Status (Thesaban Tambon) im Landkreis:
- Nong Na Kham (Thai: เทศบาลตำบลหนองนาคำ), bestehend aus dem gesamten Tambon Ban Khok.
- Khanuan (Thai: เทศบาลตำบลขนวน), bestehend aus dem gesamten Tambon Khanuan.

Außerdem gibt es eine „Tambon-Verwaltungsorganisation“ (องค์การบริหารส่วนตำบล – Tambon Administrative Organization, TAO):
- Kut That (Thai: องค์การบริหารส่วนตำบลกุดธาตุ)